# Walter Biel
Pour les articles homonymes, voir Biel.
Walter Biel, né le 20 juillet 1933 à Pfaffenhoffen et mort le 1er février 2024  à Bâle, est une personnalité politique suisse, membre de l'Alliance des Indépendants.

## Biographie
Après avoir suivi des études à l'université de Bâle où il obtient un doctorat ne sciences économiques en 1959, il devient journaliste pour Die Tat puis, en 1971, rédacteur en chef et président de la direction du secteur éditions et imprimerie de la Migros. Il rejoint ensuite en 1977 la direction de la Fédération des coopératives Migros jusqu'à sa retraite en 1995.
Sur le plan politique, il est élu comme représentant du canton de Zurich au Conseil national de 1967 à 1991. À ce poste, il est en particulier nommé en 1979 président de la commission d'examen des routes nationales qui porte son nom à la suite de la votation sur l'initiative populaire « Démocratie dans la construction des routes nationales » rejetée par le peuple le 26 février 1978. De 1978 à 1985, il est également président suisse de l'Alliance des Indépendants.

## Publications
- (de) Walter Biel, Die Industrialisierung Süditaliens, Zurich, Polygraphischer Verlag, 1959

- (de) Heinz Haller et Walter Biel, Zukunftsgerechte Finanzreform für die Schweiz, Zurich, E. Libris, 1971

- (de) Walter Biel, Dichtung und Wahrheit : Migros und Steuern : eine Studie des Migros-Genossenschafts-Bundes Zürich, Zurich, Migros-Genossenschafts-Bund, 1981

- (de) Walter Wittmann et Walter Biel, Innovative Schweiz : Zwischen Risiko Und Sicherheit, Neue Zürcher Zeitung, 1987 (ISBN 3-85823-186-X)